# Anthreptes gabonicus
Anthreptes gabonicus е вид птица от семейство Nectariniidae.

## Разпространение
Видът е разпространен в Ангола, Бенин, Буркина Фасо, Камерун, Демократична република Конго, Република Конго, Кот д'Ивоар, Екваториална Гвинея, Габон, Гамбия, Гана, Гвинея, Гвинея-Бисау, Либерия, Нигерия, Сенегал и Сиера Леоне.